# Engertia maculosa
Engertia maculosa är en skalbaggsart som beskrevs av Brenske 1896. Engertia maculosa ingår i släktet Engertia och familjen Melolonthidae. Inga underarter finns listade i Catalogue of Life.